# Ikumi Nakagami
Pour les articles homonymes, voir Nakagami.
Ikumi Nakagami (中上 育実, Nakagami Ikumi) est une seiyū née le 18 juin 1983 à Tokyo.

## Biographie

### Vie de famille
Depuis 2011, est en couple.
En 2022, elle a annoncé qu'elle était enceinte de son premier enfant,. Elle a en tout trois enfants.

## Œuvre

### En tant que mangaka

#### 2013
- Girls & Panzer : Comic Anthology : scénario et dessin[4].

## Doublage

### Cinéma
- 2015 : Girls und Panzer der Film : Yukari Akiyama
- 2018 : Pastel Life : Maya Yamato
- 2018 : BanG Dream ! Girls Band Party ! ☆ PICO : Maya Yamato
- 2019 : BanG Dream ! FILM LIVE : Maya Yamato
- 2020 : BanG Dream ! Girls Band Party ! ☆ PICO ~Ohmori~ : Maya Yamato
- 2021 : BanG Dream ! Episode of Roselia - 2: Song I Am : Maya Yamato
- 2021 : BanG Dream ! FILM LIVE 2nd Stage : Maya Yamato
- 2021 : BanG Dream ! Girls Band Party ! ☆ PICO Fever ! : Maya Yamato
- 2022 : BanG Dream ! Poppin' Dream ! : Maya Yamato

### Télévision
- 2011 : Baka and Test - Summon the Beasts OVA : Mayumi Kikuiri
- 2011 : Mouk : Popo
- 2012 : Smile Precure : Yuta Midorikawa / Aya Honda
- 2012 : Girls und Panzer : Yukari Akiyama
- 2013 : My Little Pony: Friendship is Magic : Rose / Minuette / Twinkleshine / Nurse Redheart / Peppermint Twist / Lucy / Aunt Orange / Play Write / Upper Crust
- 2013 : Red Data Girl : Reina Akiokawa
- 2014 : Soul Eater Not ! : mère de Tsugumi
- 2014 : Girls und Panzer : This is the Real Anzio Battle ! : Yukari Akiyama
- 2019 : BanG Dream ! 2nd Season : Maya Yamato
- 2019 : Obsolete : Mikoto Mitsurugi
- 2020 : BanG Dream ! 3nd Season : Maya Yamato
- 2022 : BanG Dream ! Girls Band Party ! : 5th Anniversary Animation - CiRCLE THANKS PARTY : Maya Yamato

### Jeux vidéo
- 2014 : Stranger of Sword City : Anna Kurusu
- 2014 : Girls und Panzer : Sensha-dō, Kiwamemasu !  : Yukari Akiyama
- 2014 : Freedom Wars : Nina Diaz
- 2014 : Operation Abyss : New Tokyo Legacy : Alice Mifune / Mysterious Woman
- 2014 : Hyrule Warrios : Princess Ruto
- 2015 : Xenoblade Chronicles X : Axena
- 2015 : Operation Babel: New Tokyo Legacy : Alice Mifune
- 2015 : Ray Gigant : Raidne Cepheus
- 2017 : BanG Dream ! Girls Band Party ! : Maya Yamato
- 2018 : Girls und Panzer : Dreaml Tank Match : Yukari Akiyama
- 2019 : Disgaea RPG : Majolene
- 2021 : Disgaea 6: Defiance of Destiny : Majolene

### OVA
- 2012 : Girls und Panzer OVA : Yukari Akiyama
- 2016 : Girls und Panzer der Film OVA : Yukari Akiyama

behindthevoice.com, MyAnimeList, IMdB, Anime-Planet